# Scabrotettix bolivianus
Scabrotettix bolivianus är en insektsart som beskrevs av Hancock, J.L. 1907. Scabrotettix bolivianus ingår i släktet Scabrotettix och familjen torngräshoppor.

## Underarter
Arten delas in i följande underarter:
- S. b. extensus
- S. b. bolivianus